# Saint-Ouen-lès-Parey
Saint-Ouen-lès-Parey è un comune francese di 492 abitanti situato nel dipartimento dei Vosgi nella regione del Grand Est.

## Società

### Evoluzione demografica
Abitanti censiti